# Sotirea, Sliven
Sotirea (în bulgară Сотиря) este un sat în comuna Sliven, regiunea Sliven,  Bulgaria. 

## Demografie
Componența etnică a satului Sotirea
     Turci (1,33%)
     Bulgari (20,65%)
     Romi (27,52%)
     Nicio identificare (50,47%)
La recensământul din 2011, populația satului Sotirea era de 2.096 locuitori. Nu există o etnie majoritară, locuitorii fiind romi (27,52%), bulgari (20,65%) și turci (1,33%). Pentru 50,47% din locuitori nu este cunoscută apartenența etnică.